# الحدائق الوطنية في جمهورية الكونغو الديمقراطية
الحدائق الوطنية في الكونغو الديمقراطية عديدة، فالغابات الاستوائية تحتل مساحة هامة في هذا البلد مما يدعم بشكل كبير تنوع الثروة النباتية والحيوانية. تمتلك الكونغو الديمقراطية 9 حدائق وطنية إضافة إلى مناطق صيد ومحميات كثيرة وهي تحت مراقبة وإدارة المعهد الكونغولي للمحافظة على الطبيعة ووزارة السياحة، وهي تُغطي ما نسبته 10.47% من مجموع الأراضي.

## لمحة عامة
ترجع ثقافة المحافظة على الطبيعة في الكونغو منذ استقلالها عام 1960، وتشمل كلا من الأنهار والأودية والغابات والحيوانات والبحيرات والبراكين والجبال والسهول، مما سمح للكونغو بشكل ملحوظ بإنشاء العديد من المحميات والحدائق والمناطق البرية وقد تم تجهيزها بأصناف من النباتات والحيوانات النادرة.
تُعتبر الحدائق الوطنية في الكونغو الديمقراطية فريدة من نوعها، وهي تمثل مخبرا لعلماء الأحياء والحيوان والكيمياء وعلماء النبات والجيولوجيون وعلماء البراكين والجغرافيون وغيرهم من المتخصصين قادمين من مناطق مختلفة حول العالم واكتشفوا ظواهر عدة قالوا أنها لايمكن أن تستمر إلا بوجود روح الحفاظ على الموارد الطبيعية. ولكن رغم كل هذه المميزات إلا أن الكونغو الديمقراطية تُجاهد من أجل حماية ثروتها الحيوانية، فالعديد من الحيوانات النادرة مهددة بالانقراض تشمل الثدييات الكبيرة كالفيل (فقد تم صيد 500 فيلا في 2011 فقط) ووحيد القرن والغوريلا وفرس النهر والشمبانزي القزم (بونوبو) والأكاب. واُكتشف 415 نوعا من الثدييات، 10٪ مهددة إضافة إلى 5٪ من العصافير تواجه خطر الانقراض من جملة 1096 نوعا.

## التاريخ
شهدت الكونغو فعلا حتى قبل استقلالها مظاهرا لرعاية الطبيعة، فقد وضع الرجل الأبيض المستعمر الأساس لحمايتها.

### التسلسل الزمني
- 1925: أنشئت أول حديقة كونغولية، وهي حديقة فيرانغا الوطنية.[7]
- 1938: حديقة غارامبا الوطنية.[8]
- 1939: حديقة أوبيمبا الوطنية.[9]

## المخاطر
تُعتبر جمهورية الكونغو الديمقراطية نظريا بلدا سليما من الناحية الطبيعية، حيث تُحترم فيها الطبيعة بشكل جلي، ويظهر ذلك من خلال الجهود المبذولة في هذا المجال مثل سن تدابير قانونية بالإضافة إلى توفير عمال حراسة. وفي الواقع، ومنذ الحرب في الكونغو، فإن المشكلة الرئيسية للحدائق هي أنها ضحية للصيد غير المشروع وغيرها من الانتهاكات الأخرى الناجمة عن الحرب إضافة إلى نقص القوى العاملة واحتلال السكان المحليين لهاته المناطق ووجود إدارة مزدوجة في التصرف بها بالإضافة إلى نقص المعدات.
ودعا الصندوق العالمي للطبيعة إلى حماية محمية فيرانغا -التي تضم أكثر من 200 نوعا من الحيوانات النادرة- من محاولة استهدافها بعد السماح عن تنقيب النفط بها عام 2010 مما أثار قلق العديد من المنظمات والجمعيات منها لجنة التراث العالمي.
تم إنشاء أحد النُصب التذكارية في مدخل محمية فيرانغا تخليدا لـ 23 حارسا ضحوا بأنفسهم من أجل الدفاع عن المحمية وثرواهتا من الصيادين غير القانونيين، وهذا الولاء في انخفاض مستمر مع مرور كل يوم، ويُعتبر انعدام الأمن من الأسباب الرئيسية.

## معرض الصور
|  |  |  |  |

|  |  |  |

## وصلات خارجية
- تراث الكونغو الديمقراطية